# AMX 13 DCA

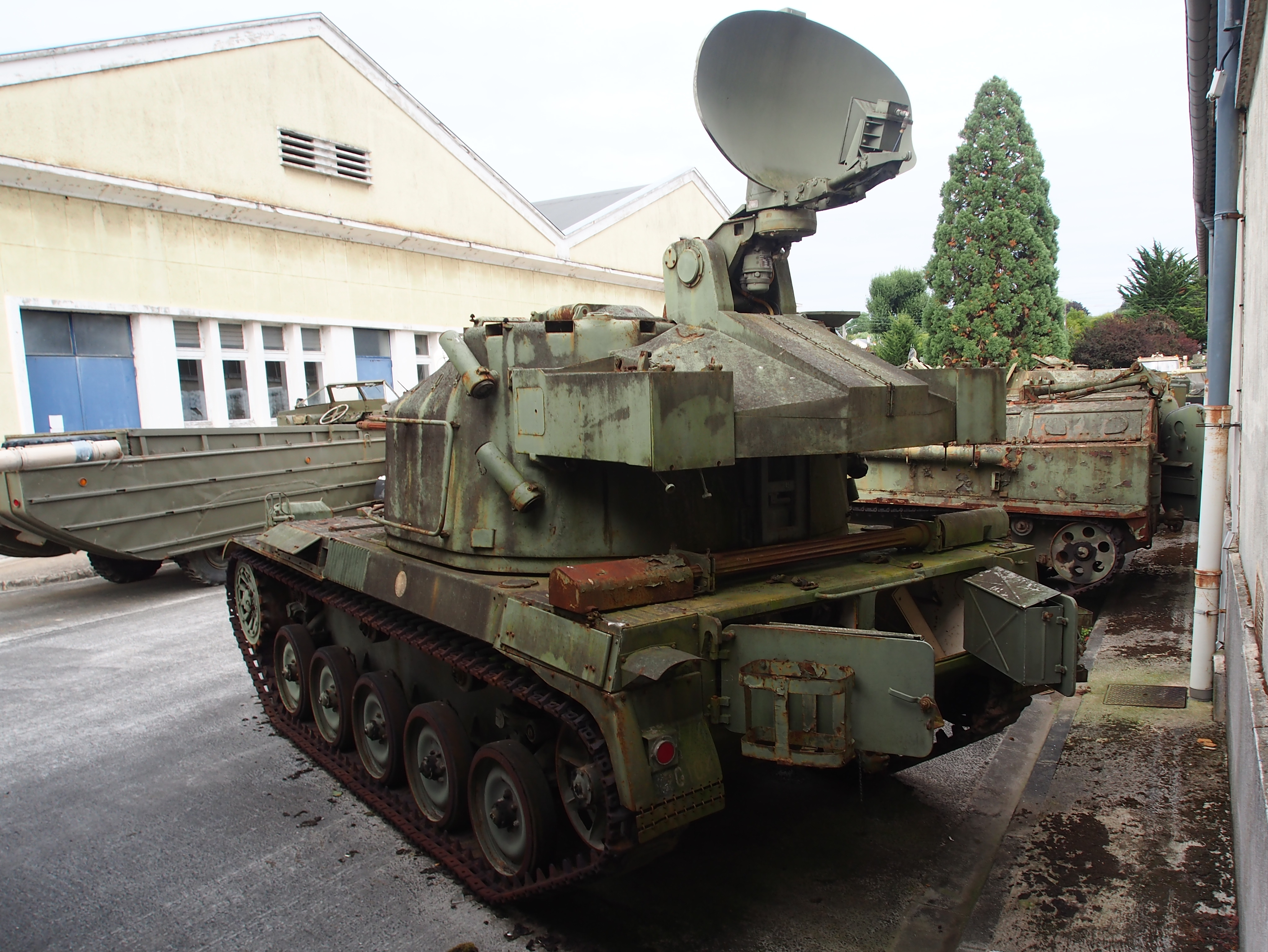
Achteraanzicht, exemplaar in collectie van Musée des Blindés, Frankrijk

De AMX 13 DCA is een Frans anti-luchtdoelkanon op het onderstel van een AMX 13 lichte tank.

## Geschiedenis
Het prototype was in 1960 klaar, maar de volgradar liet nog vier jaar op zich wachten. In 1964 ging een eerste versie met radar naar het leger voor een uitgebreide test. In 1966 volgde een order voor zestig exemplaren die alle in 1969 waren geleverd.

## Beschrijving
Een grotere koepel werd geplaatst op het onderstel van de AMX 13. De chauffeur zat voorin links, naast de motor die rechts in het voertuig was geplaatst. De koepel met de twee overige bemanningsleden stond achter op het voertuig geplaatst. De commandant links en de schutter rechts en in het midden twee 30 mm–snelvuurkanonnen gemaakt door Hispano Suiza. Op de koepel stond het volgradar van het type pulse-doppler DR-VC-1A.
De koepel was volledig draaibaar en de kanonnen konden individueel of gezamenlijk op de doelen worden gericht. Het kanon kon één schot tegelijk of salvo’s tot 15 granaten per keer afvuren. In de koepel waren 600 granaten aanwezig, 300 stuks voor elk kanon. De vuursnelheid lag op 600 schoten per minuut. De hulzen en schakels van de verschoten munitie werden buiten de koepel gedeponeerd. Het bereik van de kanonnen lag op zo’n 3.000 meter.